# Chilobrachys pococki
Chilobrachys pococki là một loài nhện trong họ Theraphosidae.
Loài này thuộc chi Chilobrachys. Chilobrachys pococki được Tord Tamerlan Teodor Thorell miêu tả năm 1897.